# Вежа зі слонової кістки (роман)
«Вежа зі слонової кістки» (нім. Der Elfenbeinturm) — науково-фантастичний роман австрійського письменника Герберта Франке, вперше опублікований у 1965 році.

## Сюжет
Роман розповідає історію групи повстанців, які воювали зі світовою державою, яка була вдосконалена в невизначеному майбутньому, і, намагаючись повалити світовий уряд, створений на Місяці, змушені об’єднатися з групою вчених. Спочатку ворожі один до одного, вони зрештою виявляють спільне прагнення знайти соціальний сенс у своєму житті. У діалогах багато філософських дебатів, пов’язаних з цим пошуком. Після невдачі на очевидному шляху група послідовно продовжує пошуки цього сенсу аж до саморозпуску.
«Наука» у романі більше розкриває гуманітарну сферу; що ж стосується розвитку технологій, то роман по суті той же рівень, що був відомий вже в 1960-их роках. Тому сьогодні читачеві може здатися трохи дивним зустріти перфокарти в майбутньому світі.

## Видання
- Franke, Herbert W.: Der Elfenbeinturm. Goldmann, München 1965, DNB 451340744 / DNB 451340736 (Erstausgabe).
- Franke, Herbert W.: Der Elfenbeinturm. 2., vom Autor überarbeitete Auflage. Goldmann, München 1982, ISBN 3-442-23049-7.
- Franke, Herbert W.: Der Elfenbeinturm, Suhrkamp, 1996, ISBN 978-3518384268
- Franke, Herbert W.: Der Elfenbeinturm (= SF-Werkausgabe Herbert W. Franke. Band 7). Erweiterte Ausgabe. p.machinery, Murnau 2017, ISBN 978-3-95765-088-7.[1]